# Areca-Alkaloide

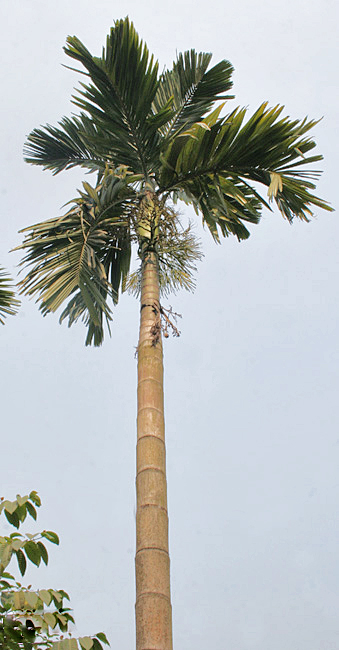
Betelnusspalme (Areca catechu)

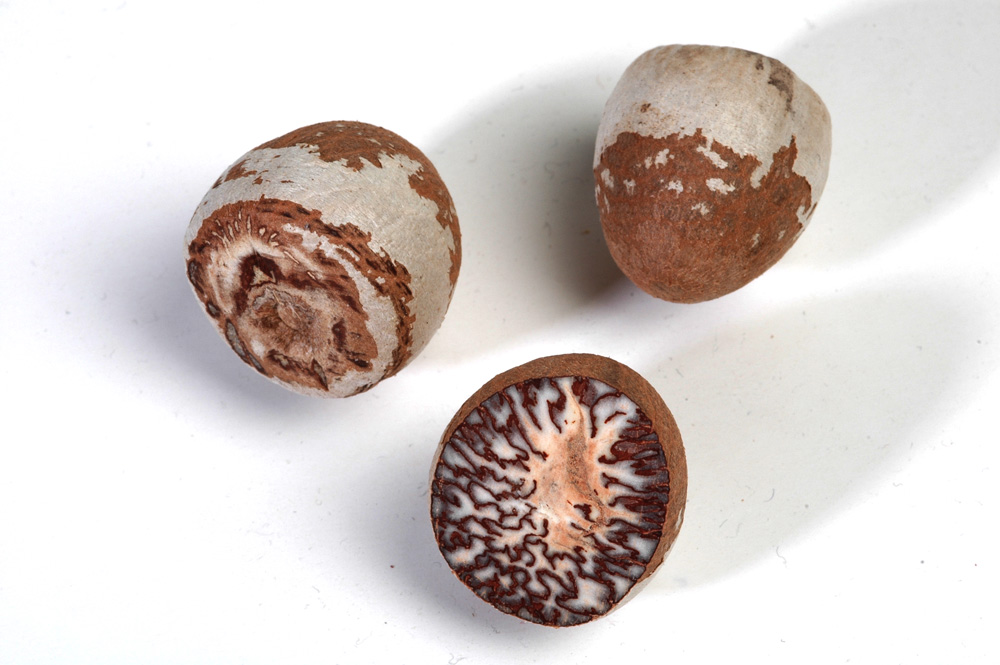
Betelnüsse aus Indien

Areca-Alkaloide sind eine Sammelbezeichnung für Piperidin-Alkaloide der Betelnuss, den Samen der Betelpalme (Areca catechu).

## Vorkommen
Die Alkaloide dieser Gruppe wurden aus den halbkugeligen etwa 3 cm großen Samen der in Indien und Ostasien kultivierten Betelpalme isoliert.

## Vertreter
Das Hauptalkaloid ist Arecolin, welches über 50 % des Gesamtalkaloidgehalts ausmacht. Weitere Vertreter sind Arecaidin, Guvacolin und Guvacin.

Arecolin
Arecaidin
Guvacolin
Guvacin

Der Gesamtalkaloidgehalt der Nüsse nimmt mit der Reifung zu und bei einer anschließenden Trocknung wieder ab. Eine Röstung der getrockneten Nüsse erhöht den Anteil des Arecolins am Gesamtalkaloidgehalt.

## Eigenschaften
Arecolin ist ein starkes Parasympathomimetikum. Es steigert die Speichel- und Schweißsekretion und regt die Darmtätigkeit an. Areca-Präparate werden heute nur noch in der Veterinärmedizin als Wurmmittel eingesetzt. Traditionell werden Betelnüsse als Aphrodisiakum, Anorektikum, zur Anregung der Verdauung und als Diuretikum eingesetzt, außerdem in der Behandlung von Asthma, Husten, Dermatitis, Ohnmacht, Glaukom, Impotenz, Wurmerkrankungen, Lepra, Zahnschmerzen und Scheidenausfluss sowie zur Verengung der Vagina.
Die Betelnüsse werden vor allem in Ostasien mit etwas Kalk und Blättern des Betelpfeffers gekaut („Betelbissen“) und regen so, ähnlich wie Tabak, das Nervensystem an.